# Лученець (округ)
О́круг Лучене́ць (словац. Okres Lučenec) — округ (район) у Банськобистрицькому краї Словаччини. Площа округу становить — 825,6 км², на якій проживає — 72 802 осіб (31.12.2009). Середня щільність населення становить — 88,0 осіб/км². Адміністративний центр округу — місто Лученец.

## Історія

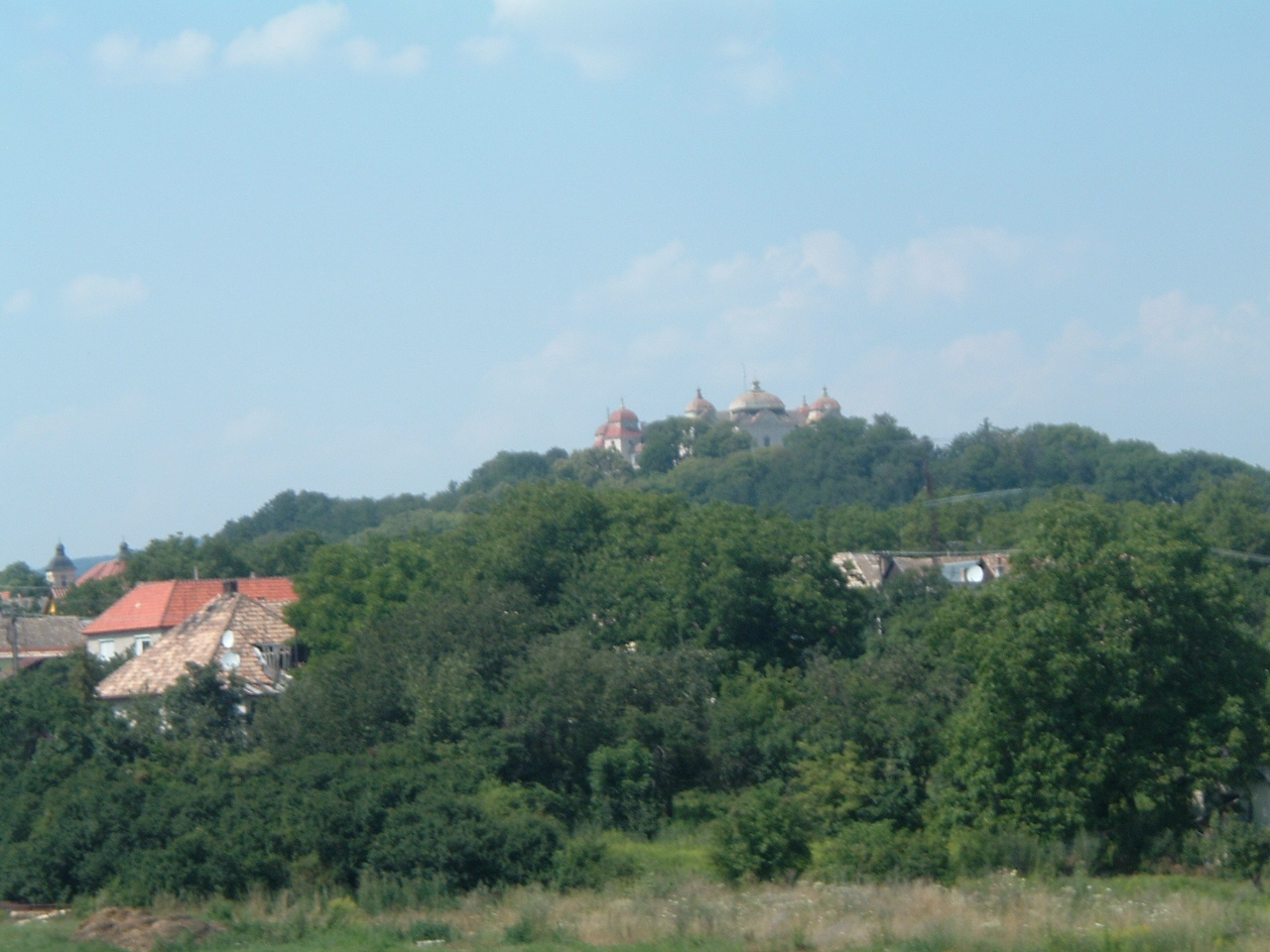
Округ Лученец. Галіційський замок

До 1918 року, більшість округу належала до історичного округу Новоград, крім невеликої області навколо сіл Шід, Чамовце і Шуріце на сході, яка належала до графства Ґемер Малогонт.

## Загальні відомості
Округ розташований у південній і центральній частині Словаччини, в широкій долині річки Іпель. Розташована Церова верховина і її складові Бученська верховина; Гайнацька верховина; Мучинська верховина та Філяковська бразда. Збудовано водосховище Ружина.
В двох містах, Лученець та Філяково, проживає майже 54 % населення округу, інше населення проживає в 55 навколишніх селах.
Через округ проходить автошлях . Поряд із селом Больковце розташований невеликий аеродром.
Основними галузями промисловості є: харчова промисловість та будівельні матеріали.

## Статистичні дані

### Населення
| Рік:            | 1994.  | 2004.   | 2014.   | 2024.   |
| --------------- | ------ | ------- | ------- | ------- |
| Кількість осіб: | 73 470 | 73 287  | 74 401  | 68 623  |
| Різниця:        |        | -0,24 % | +1,52 % | -7,76 % |

| Рік:            | 2023.  | 2024.   |
| --------------- | ------ | ------- |
| Кількість осіб: | 69 018 | 68 623  |
| Різниця:        |        | -0,57 % |

### Національний склад:
- словаки — 67,6 %
- угорці — 27,6 %
- роми — 2,8 %
- чехи — 0,5 %
- інші національності — 1,5 %

### Конфесійний склад:
- католики — 68,2 %
- лютерани — 12,8 %
- реформати — 0,7 %
- свідки Єгови — 0,6 %

## Адміністративний поділ

### Міста:
- Лученец
- Філяково

### Села:
Абелова • Беліна • Біскупиці • Больковце • Будіна • Бузитка • Булгари • Велька-над-Іплом • Вельке Дравце • Відіна • Галич • Голіша • Грегорова Вьєска • Дівін • Доброч • Єлшовец • Калонда • Котманова • Легуотка • Лентвора • Ліповани • Ловінобаня • Лупоч • Любореч • Машкова • Мікушовце • Митна • Мучин • Нітра-над-Іплом • Нове Гони • Паніцке Дравце • Пила • Пінціна • Плеш • Подречани • Поліхно • Прага • Прша • Радзовце • Раповце • Ратка • Ружина • Стара Галич • Томашовце • Точніца • Требельовце • Тренч • Тугар • Філяковське Коваче • Чакановце • Чамовце • Шаволь • Шід • Шуриці • Шьяторська Буковинка